# Specjalna Strefa Ekonomiczna "Zakarpacie"
Specjalna Strefa Ekonomiczna „Zakarpacie” (ukr. Спеціальна економічна зона “Закарпаття") – strefa ekonomiczna utworzona w 2001 roku na Ukrainie na obszarze Obwodu Zakarpackiego. Jej istnienie przewidziano na okres 30 lat; została jednak zlikwidowana 31 marca 2005 roku. Zasięgiem obejmowała rejony użhorodzki i mukaczewski o łącznej powierzchni 737 ha.  
Strefą zarządzały powołane do tego specjalne instytucje:
- Zakarpacka Rada Regionalna – do której uprawnień należało proponowanie zmian w systemie działalności gospodarczej na terenie strefy; zawieranie w porozumieniu z organem rozwoju gospodarczego umów transferowych; wykorzystanie działek, obiektów infrastruktury i naturalnych zasobów o lokalnym znaczeniu.
- Zakarpacka Regionalna Administracja Państwowa – miała za zadanie wybranie 1-osobowego organu rozwoju gospodarczego.
- Organ rozwoju gospodarczego Specjalnej Strefy Ekonomicznej „Zakarpacie” – której zadania obejmowały
  - opracowanie i wdrożenie strategii realizacji programu rozwoju strefy
  - zawarcie umowy (kontraktu) z inwestorem (inwestorami); opracowanie i wdrożenie kompleksu środków organizacyjnych dla przyciąganie środków finansowych, w tym funduszy własnych przedsiębiorstw i organizacji (w tym zagranicznych) fundacji charytatywnych, organizacji publicznych i osób prywatnych;
  - organizacja szkoleń i przekwalifikowania personelu;
  - utrzymanie prawa, porządku, ekonomicznego i ekologicznego bezpieczeństwa na terytorium strefy;
  - układ terytorium specjalnej strefy ekonomicznej, budowa obiektów produkcyjnych i infrastruktury;
  - zawieranie umów na eksploatację obiektów infrastruktury; dzierżawy działek i obiektów.

## Działalność gospodarcza
Podmioty zarejestrowane na terytorium specjalnej strefy ekonomicznej „Zakarpacie” nie mogły mieć oddziałów ani biur na zewnątrz strefy.
Działalność podlegała licencji i opłacie ustalonej przez Radę Regionalną jednakowej dla danego rodzaju działalności. Podmiotom prowadzącym działalność przysługiwała 20% ulga na podatek od zysków.
Rada ministrów miała prawo ustanowić specjalną procedurę przekraczania granicy Ukrainy do strefy oraz obywateli Ukrainy, cudzoziemców i bezpaństwowców z kraju do SSE.
Projekty inwestycyjne były realizowane przez zagraniczne korporacje jak IKEA Phillips, TDK Recording Media Europe S.A., JVC we współpracy z firmami regionu Zakarpackiego: PAT „Zakład Mukaczewski” Tochprilad S.A., PJSC „Berehovo Radio Works”, Henkel-Użhorod oraz Groclin-Karpaty.

## Stan obecny.
Zamknięcie strefy ekonomicznej odbiło się niekorzystnie na sytuacji Zakarpacia. Nastąpił spadek inwestycji zagranicznych, od 2005 roku stracono możliwość stworzenia dodatkowych 6 mln miejsc pracy. Inwestycje do 2016 roku mogłyby wynieść 1,2 mld dolarów. Podmioty zarejestrowane w strefie wstrzymały finansowanie na poziomie 155 mln hrywien. SSE odgrywała dominującą rolę w rozwoju gospodarczym regionu. Zakarpacie było tym regionem Ukrainy który uchronił się przed korupcją. 
Za umiejscowieniem strefy ekonomicznej przemawia kilka czynników. Jest to najdalej wysunięty na zachód region Ukrainy, graniczy z 4 państwami Unii Europejskiej; przebieg kilku europejskich szlaków komunikacyjnych, nadgraniczne umiejscowienie stolicy obwodu – Użhorodu, obecność kilku lotnisk w sąsiedztwie. 
W październiku 2016 roku lokalny samorząd Zakarpacia podjął działania mające na celu wprowadzenie autonomii ekonomicznej obwodu na okres 15 lat. Do grupy, która ma przygotować podstawy gospodarczej niezależności weszło 12 lokalnych deputowanych i dwóch członków Rady Najwyższej w Kijowie, a prace te ma nadzorować szef obwodowego parlamentu Michaił Riwis.